# トマス・ゲージ (初代ゲージ子爵)

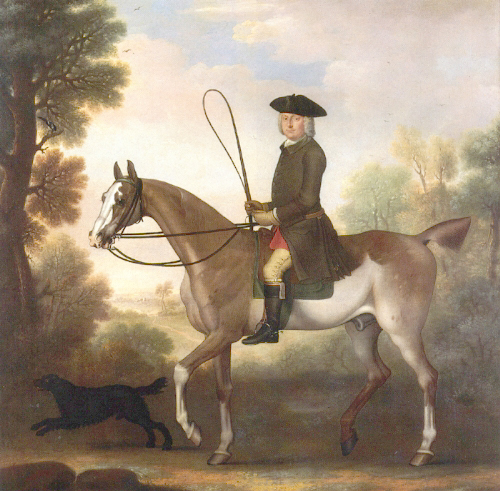
ジェームズ・シーモアによる肖像画。

初代ゲージ子爵トマス・ゲージ（英語: Thomas Gage, 1st Viscount Gage FRS、1695年ごろ – 1754年12月21日）は、グレートブリテン王国の政治家。1721年から1754年まで庶民院議員を務めた。1732年に第3代ダーウェントウォーター伯爵ジェームズ・ラドクリフの財産売却をめぐる不正を明らかにしたことで知られる。

## 生涯

### 生い立ち
ジョセフ・ゲージ（Joseph Gage、第2代準男爵サー・トマス・ゲージの息子）とエリザベス・ペンラドック（Elizabeth Penruddock、サー・ジョージ・ペンラドックの娘）の長男として生まれた。

### 政界入り
1717年4月、マインヘッド選挙区の補欠選挙に出馬して、一旦は当選を宣告されたが、選挙申し立ての末5月に当選無効が宣告された。1719年、王立音楽アカデミー社に出資した。1720年9月14日、アイルランド貴族であるメイヨー県におけるキャッスルバーのゲージ男爵とケリー県におけるキャッスル・アイランドのゲージ子爵に叙された。ただし、アイルランド貴族院に登院した記録はなかったという。
1721年10月、テュークスベリー選挙区の補欠選挙に立候補し、ジョージ・リードを破って当選した。議会では1722年11月23日にはじめて演説し、カトリック信者に特別税を課する法案に反対した。1727年イギリス総選挙ではテュークスベリー選挙区で再選したほか、第8代ノーフォーク公爵トマス・ハワードの支持を得てアランデル選挙区からも出馬し、90票（得票数2位）で当選したが、選挙申し立ての結果90票のうち52票が無効であると判定され、ジョン・ラムリー閣下の当選が宣告された。議会では1733年に消費税法案に反対票を投じたほか、概ね政府を支持した。
1728年12月19日、王立協会フェローに選出された。

### 没収財産の競売をめぐる不正を暴く
第3代ダーウェントウォーター伯爵ジェームズ・ラドクリフは1715年ジャコバイト蜂起に加担したことで1716年に処刑され、その遺産は息子ジョンが継承するものとされた。ジョンが息子のないまま死去した場合は3代伯爵の弟チャールズ・ラドクリフが継承するものとされたが、チャールズも蜂起に加担したことで私権剥奪されており、財産継承の権利がなかった。そのため、チャールズの財産に対する残余権（チャールズが財産を継承する場合、彼の代わりに財産を得る権利）が競売にかけられることになったが、ダーウェントウォーター伯爵の財産が約20万ポンドと莫大だったため、その財産を手に入れようとする者に狙われることになった。具体的には庶民院議員のデニス・ボンドとジョン・バーチであり、2人は1716年に庶民院から選出され、蜂起に加担した人物から没収した財産の売却担当者になった。2人は1723年にチャールズの財産に対する残余権を競売にかけ、その手続きを不正に行うことで自分の息のかかった人物（スミス氏）に落札させた上、契約書を改竄して残余権だけでなく復帰権も手に入れた。しかし、1731年末に3代伯爵の息子ジョンが死去して、ラドクリフ家の財産がスミス氏の懐に転がり込むと、ゲージ子爵は庶民院による調査を主導し、ボンドとバーチの不正が露見した。これにより競売は無効とされ、ボンドとバーチは庶民院から追放された。ゲージ子爵はこの功績により1732年3月31日に庶民院全体から感謝され、1735年の議会立法で2,000ポンドを与えられた。

### 野党派ホイッグ党に転じる
1738年にバルバドス総督への任命が報じられたが、実際に就任することはなかった。直後に野党派ホイッグ党に転じ、1739年にパルド協定に反対した。パルド協定の批准をめぐり、テュークスベリーでも演説して有権者の支持をとりつけ、テュークスベリーの自治体（corporation）が反対票を投じるよう同選挙区の議員（ゲージとロバート・トレイシー）に指示を出したが、トレイシーは反対票を投じず棄権したため、1741年イギリス総選挙で更迭されジョン・マーティンが後任となった。以降ウォルポール内閣の崩壊まで野党に属したが、1741年2月のロバート・ウォルポール不信任決議案には賛成票を投じなかった。

### ペラム内閣期
ウォルポール内閣末期より王太子フレデリック・ルイスの支持者であるとされ、ウォルポール内閣が倒れた後は王太子にしたがって与党に転じ、1747年に王太子が野党に転じるとゲージ子爵も野党に転じた。1744年4月23日に親族にあたる第7代準男爵サー・ウィリアム・ゲージが死去すると、準男爵位を継承した。
1751年に王太子が死去すると、ゲージは首相ヘンリー・ペラムと和解した。1754年イギリス総選挙において、テュークスベリーの有権者は同地の道路工事に1,500ポンドを拠出した候補者を選ぶと宣言したが、現職議員であるゲージとウィリアム・ダウズウェルは拒否し、対立候補のニコルソン・カルヴァートとジョン・マーティンは許諾した。選挙戦を望まなかったダウズウェルが撤退したため、ゲージは息子トマスとともに立候補したが、カルヴァートとマーティンの半分程度の票しか得られず2人とも落選した。同年12月21日にファールで死去、同地で埋葬された。長男ウィリアム・ホールが爵位を継承した。

## 家族
1713年10月3日、ベネディクタ・マリア・テリーサ・ホール（Benedicta Maria Theresa Hall、1749年7月25日没、ヘンリー・ベネディクト・ホールの娘）と結婚、2男1女をもうけた。しかし、2人は1723年3月までに別居した。
- ウィリアム・ホール（1718年 – 1791年） - 第2代ゲージ子爵
- トマス（1719年 – 1787年） - 軍人。第3代ゲージ子爵ヘンリー・ゲージ（英語版）の父
- テリーサ（1775年没） - ジョージ・タスバーグ（George Tasburgh）と結婚

1750年12月26日、ジェーン・ボンド（Jane Bond、1757年10月8日没、ヘンリー・ジャーミン・ボンドの未亡人、旧姓ゴドフリー）と再婚した。